# Alexandra von Dänemark

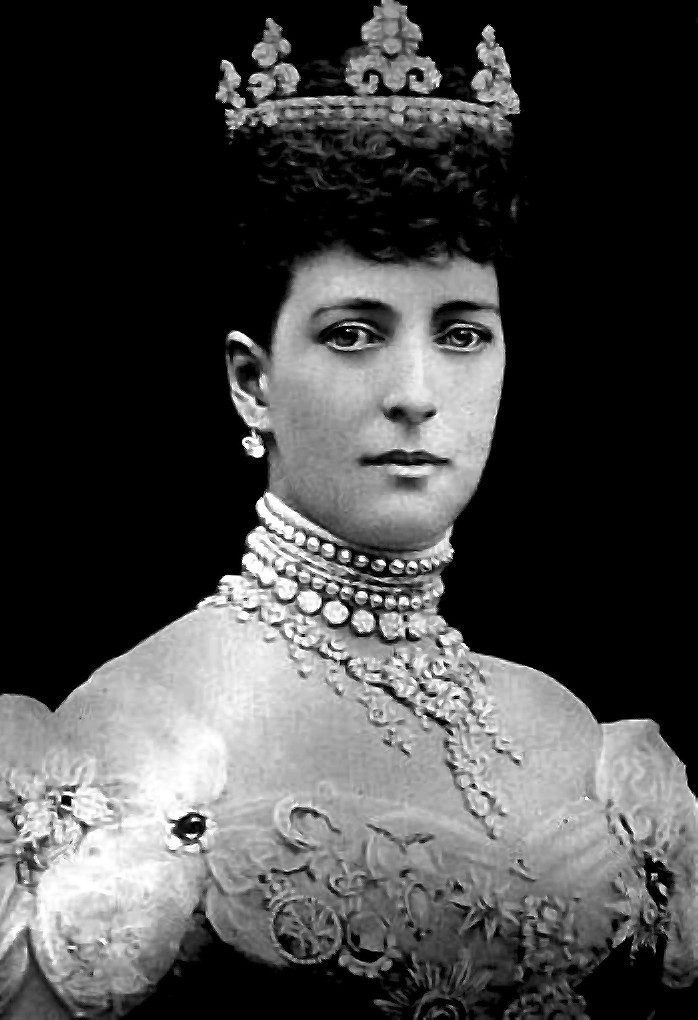
Queen Alexandra (1896)

Alexandra Caroline Marie Charlotte Louise Julia von Dänemark VA (* 1. Dezember 1844 im Gelben Palast, Kopenhagen; † 20. November 1925 in Sandringham House, Norfolk) war von 1901 bis 1910 als Gattin von Eduard VII. Queen Consort des Vereinigten Königreichs und der Dominions sowie Empress Consort von Indien. Nach dem Tod ihres Mannes im Jahr 1910 war sie Königinmutter (Queen Mother).

## Herkunft und Kindheit
Alexandra, genannt „Alix“, wurde als älteste Tochter von Prinz Christian von Schleswig-Holstein-Sonderburg-Glücksburg, dem späteren König Christian IX. von Dänemark, und dessen Frau Louise von Hessen geboren.

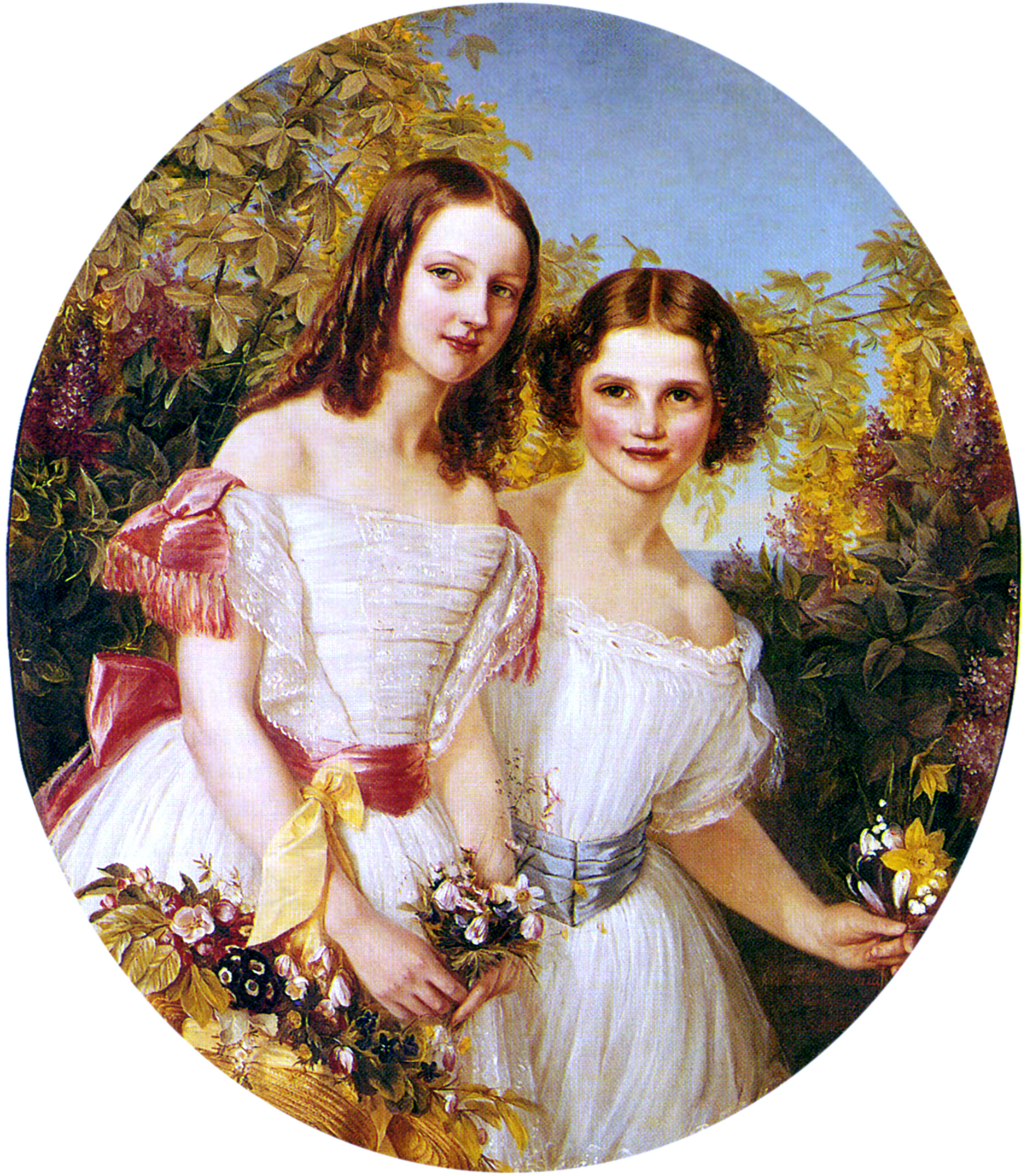
Prinzessinnen Alexandra und Dagmar von Dänemark, 1856 von Elisabeth Jerichau-Baumann

Durch ihren Vater, den „Schwiegervater Europas“, hatte sie verwandtschaftliche Beziehungen zu vielen königlichen Höfen in Europa. Ihr Vater wie ihr älterer Bruder Friedrich wurden König von Dänemark, ihr jüngerer Bruder Wilhelm König von Griechenland und ihre jüngere Schwester Dagmar wurde Zarin von Russland.
Die junge Prinzessin verlebte eine glückliche, dennoch bescheidene Kindheit. Von der Kleidung bis zum Wohnstil war alles so einfach wie möglich gehalten. Alexandra erhielt eine Erziehung, die der damaligen Zeit entsprach. Sie umfasste Sprachen, Geschichte, höfische Konversation, Zeichnen, Tanzen und Reiten.
Schon damals hatte sie ein sehr enges Verhältnis zu ihrer jüngeren Schwester Dagmar. Die beiden Schwestern wurden von der schwedischen Schwimm-Pionierin Nancy Edberg im Schwimmen unterrichtet. Sie teilten sich ein Zimmer und nähten häufig ihre Kleider selbst.
Im Jahr 1856 schuf die bekannte dänische Künstlerin Elisabeth Jerichau-Baumann (1819–1881) ein Porträt der damals elfjährigen Alexandra mit der achtjährigen Dagmar.

## Princess of Wales

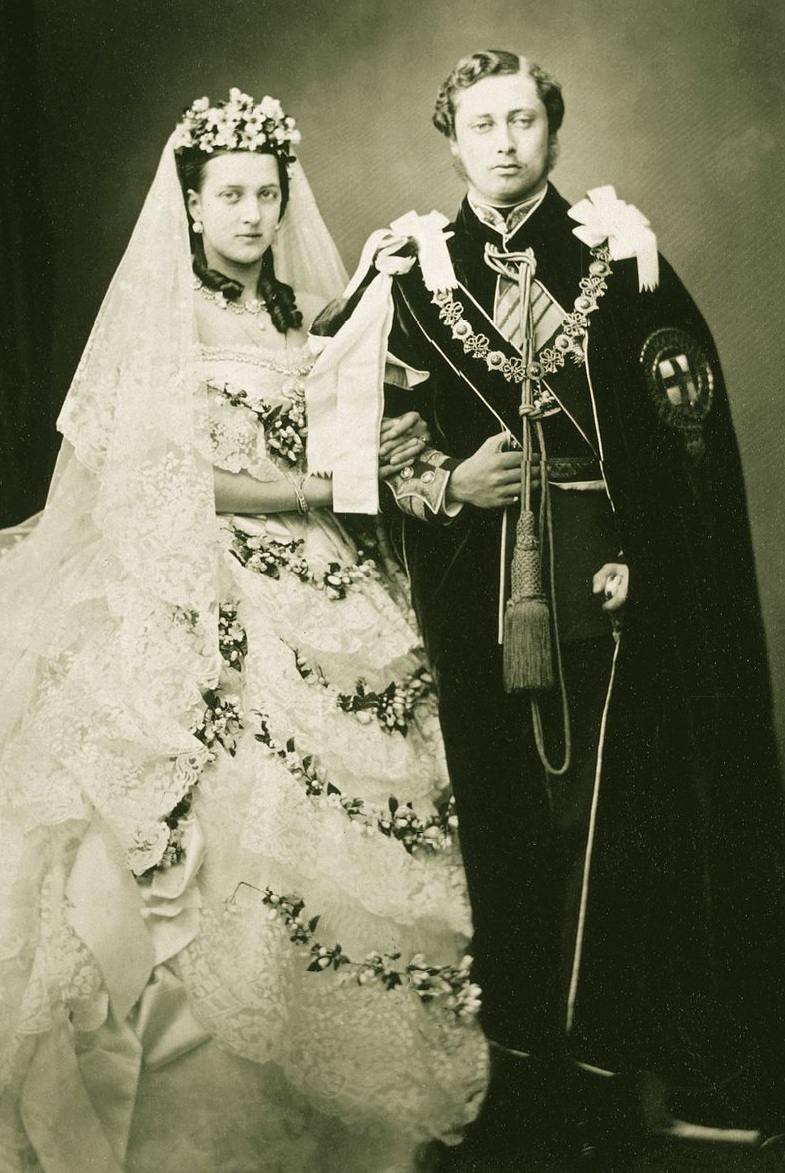
Hochzeitsfoto 1863 von John Jabez Edwin Mayall

Der Prince of Wales Albert Edward, genannt „Bertie“, war nach dem Tod seines Vaters noch immer unverheiratet und seine nun verwitwete Mutter Königin Victoria machte sich ernsthaft Sorgen um die Thronfolge. Sie suchte nach einer geeigneten Braut für ihren Sohn. Infolgedessen lud sie Alexandra von Dänemark zu sich nach London. Die Prinzessin kam, zur damaligen Zeit ungewöhnlich, fast ganz allein nach London gereist. Die Königin war sehr beeindruckt von der jungen Prinzessin und zu ihrer Erleichterung stimmte ihr der Thronfolger zu.
Die Hochzeit der beiden fand am 10. März 1863 in der St George’s Chapel in Windsor Castle statt, acht Monate bevor ihr Vater den Thron von Dänemark bestieg. Alexandra wurde zur Princess of Wales und sollte diesen Höflichkeitstitel bis 1901 tragen.
Das Ehepaar zog nach Sandringham House in der Grafschaft Norfolk, wo es eine meist glückliche Ehe führte, obwohl Bertie sich nicht so sehr um seine Frau und seine Kinder kümmerte, wie sie es gerne gehabt hätte, und zahlreiche Affären hatte.
Der Prince und die Princess of Wales hatten sechs Kinder, von denen eines jedoch früh starb:
- Albert Victor (* 8. Januar 1864; † 14. Januar 1892), Duke of Clarence und Avondale
- George (* 3. Juni 1865; † 20. Januar 1936), Duke of York, Prince of Wales, als Georg V. König von Großbritannien und Irland, Kaiser von Indien ⚭ Prinzessin Viktoria Maria von Teck
- Louise, Princess Royal (* 20. Februar 1867; † 4. Januar 1931) ⚭ Alexander Duff, 1. Duke of Fife
- Victoria (* 6. Juli 1868; † 3. Dezember 1935)
- Maud (* 26. November 1869; † 20. November 1938) ⚭ König Haakon VII. von Norwegen
- Alexander John (* 6. April 1871; † 7. April 1871), Frühgeburt

Der Tod ihres ältesten Sohnes Albert Victor im Jahr 1892 war ein Schock für Prinzessin Alexandra, sie ließ das Zimmer so, wie Albert Victor es verlassen hatte. Königin Victoria hatte dasselbe mit dem Zimmer ihres Mannes nach dessen Tod getan.
Alexandras Tochter Victoria blieb zeitlebens unverheiratet. An diesem Schicksal war Alexandra nicht ganz unschuldig, denn sie wollte stets eine ihrer Töchter in ihrer Nähe haben.

## Ehe

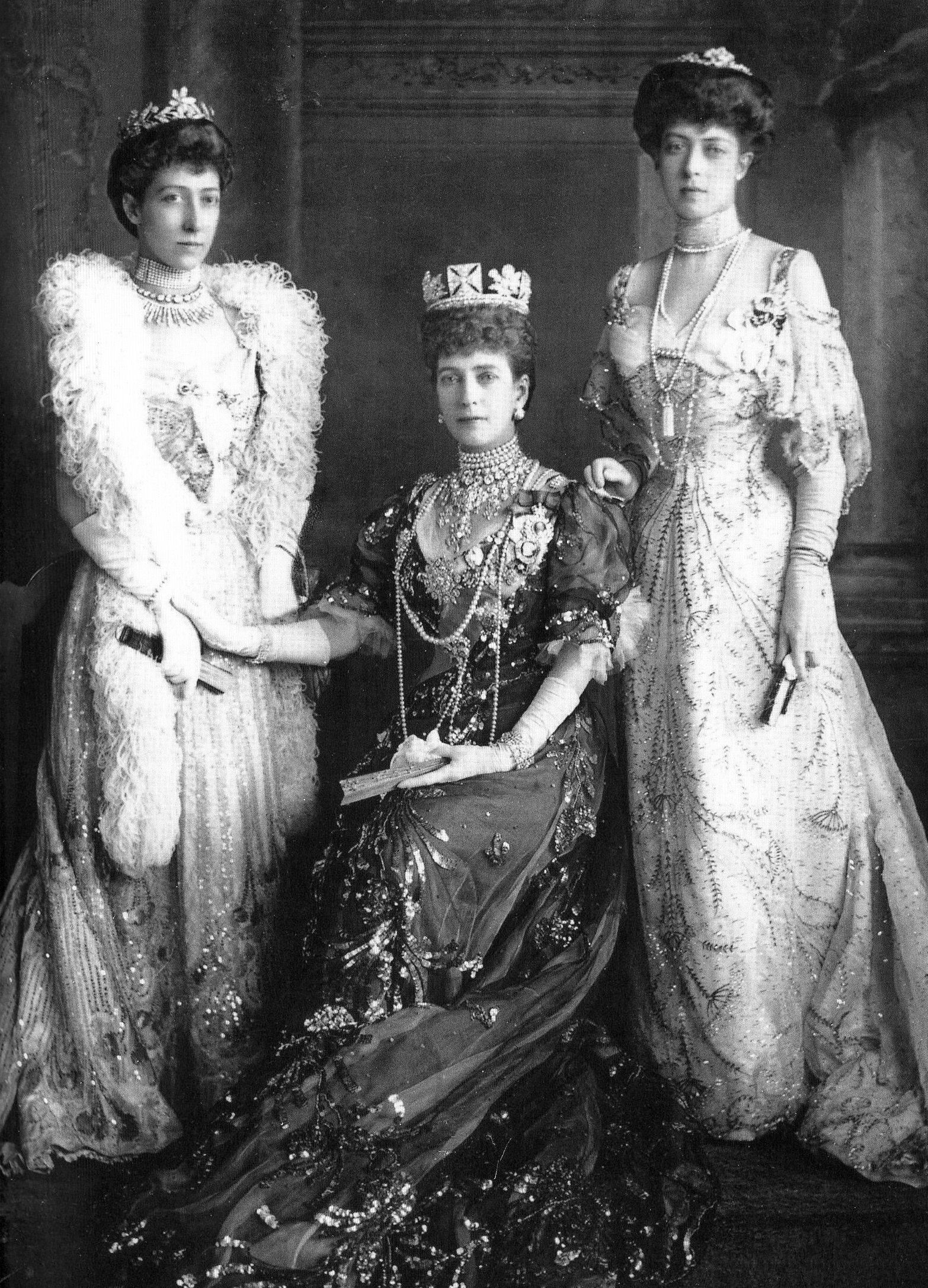
Alexandra zwischen ihren Töchtern Louise und Victoria

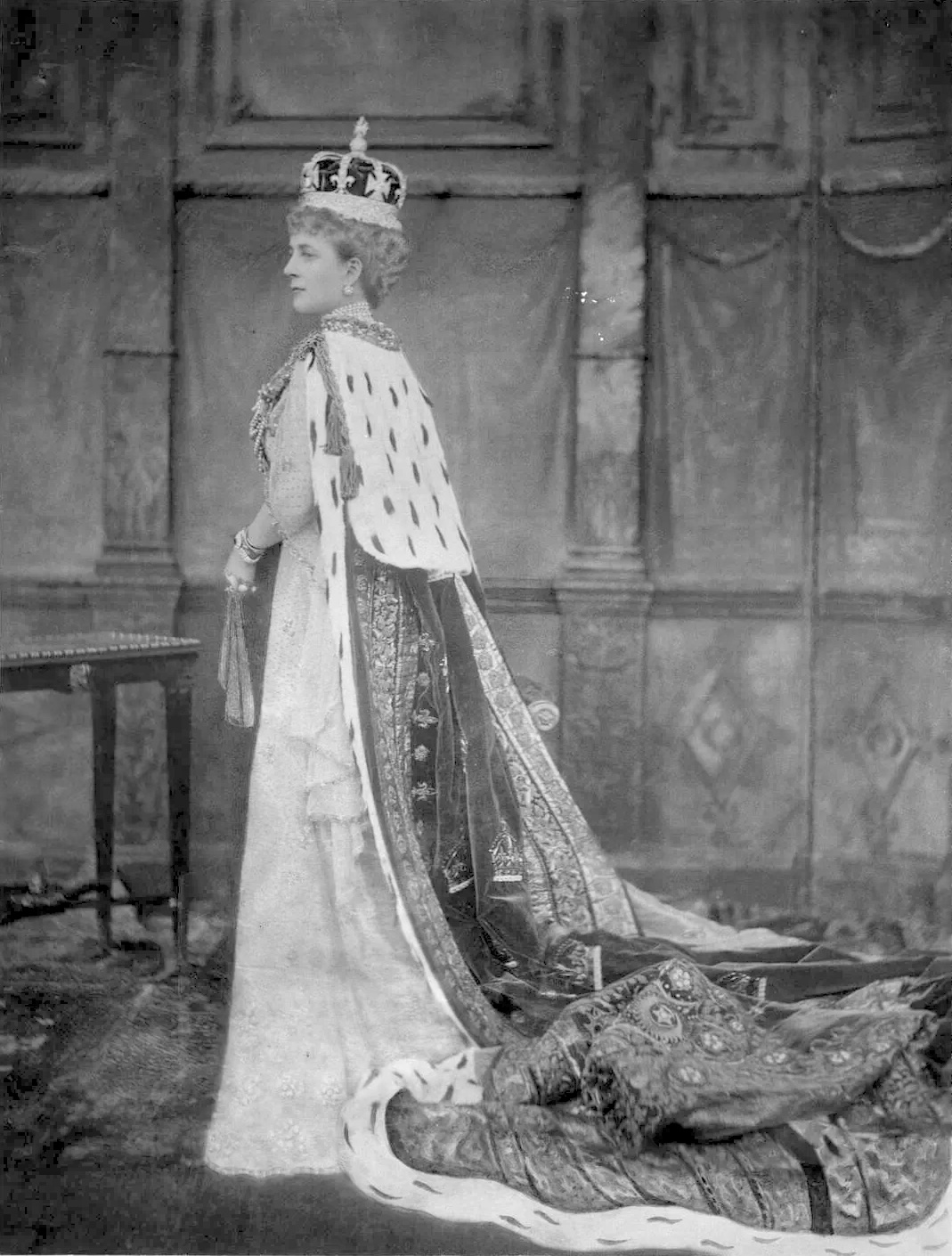
Königin Alexandra mit Krönungsrobe, Foto von Alice Hughes, 1902

Edward und Alexandra führten eine im Grunde glückliche Ehe, die jedoch von Höhen und Tiefen geprägt war. Edward gab seiner Familie nicht die nötige Aufmerksamkeit, und das Paar entfremdete sich mit der Zeit. Erst eine schwere Erkrankung Edwards um 1870 brachte das Paar einander wieder näher. Jedoch hatte er, wenn auch mit Alexandras Wissen, weiterhin mehrere Mätressen, darunter die verheiratete Jennie Churchill, Mutter von Winston Churchill, die Schauspielerin Lillie Langtry und die Schottin Alice Keppel, eine Urgroßmutter von Camilla Parker-Bowles, Ehefrau von Charles III. Alexandra gestattete Alice Keppel sogar, am Sterbebett ihres Mannes dabei zu sein, wenngleich ihr der Gedanke nicht gefiel. Das häufige Auftauchen von Keppel dort, wo auch Alexandra und Edward sich aufhielten, war ihr ein Dorn im Auge, doch hatte sie mit der Zeit gelernt, Keppel zu tolerieren, wenn auch nicht zu akzeptieren. Zu Jennie Churchill hatte Alexandra trotz deren Rolle in Edwards Leben ein recht gutes Verhältnis und genoss ihre Anwesenheit.

## Persönlichkeit
Alexandra unterschied sich in ihrer Art deutlich von der restlichen britischen königlichen Familie. So kümmerte sie sich hingebungsvoll um ihre Kinder und hatte auch zu ihrer Dienerschaft ein gutes Verhältnis. Außerdem war Alexandra eine leidenschaftliche Tänzerin und Eisläuferin. Dies änderte sich auch nach der Geburt des ersten Kindes nicht, was zu einigen Spannungen zwischen ihr und Königin Victoria führte. Während ihrer dritten Schwangerschaft erkrankte Alexandra an Rheuma, dadurch behielt sie ein steifes bzw. gelähmtes Bein zurück, gleichzeitig verschlimmerte sich auch eine angeborene Otosklerose, was zur Taubheit führte. Dies führte dazu, dass sie ihren aktiven Hobbys nicht mehr nachgehen konnte. Sie verwendete nun einen Schirm als Stütze. Einen Soldaten, der im Ersten Weltkrieg verwundet im Lazarett gelegen hatte, soll sie mit folgenden Worten aufgemuntert haben: „Ich habe auch ein steifes Bein. Sehen Sie, was ich damit (noch) machen kann“, und sie lüpfte ihren Rock und hob ihr steifes Bein über seinen Nachttisch hinweg. Allerdings verschlimmerte sich ihre angeborene Schwerhörigkeit mit der Zeit, was die Kommunikation mit ihr erschwerte.
Ihre Schönheit und Beliebtheit machte Alexandra zu einer Art Mode-Ikone. So wurde ihre Vorliebe für hohe Kragen und üppigen Halsschmuck bald von der Bevölkerung übernommen. Eigentlich wollte sie damit jedoch eine größere Narbe am Hals verdecken. Diese zog sie sich wohl als Kind bei einem Unfall zu, wobei manche Quellen auch einen Selbstmordversuch vermuteten. Alexandra behielt ihr jugendliches Aussehen bis ins hohe Alter, was sich auf große Mengen Schminke zurückführen ließ. Ein Augenzeuge meinte, die Königin sehe aus „wie lackiert“.

## Königin Alexandra

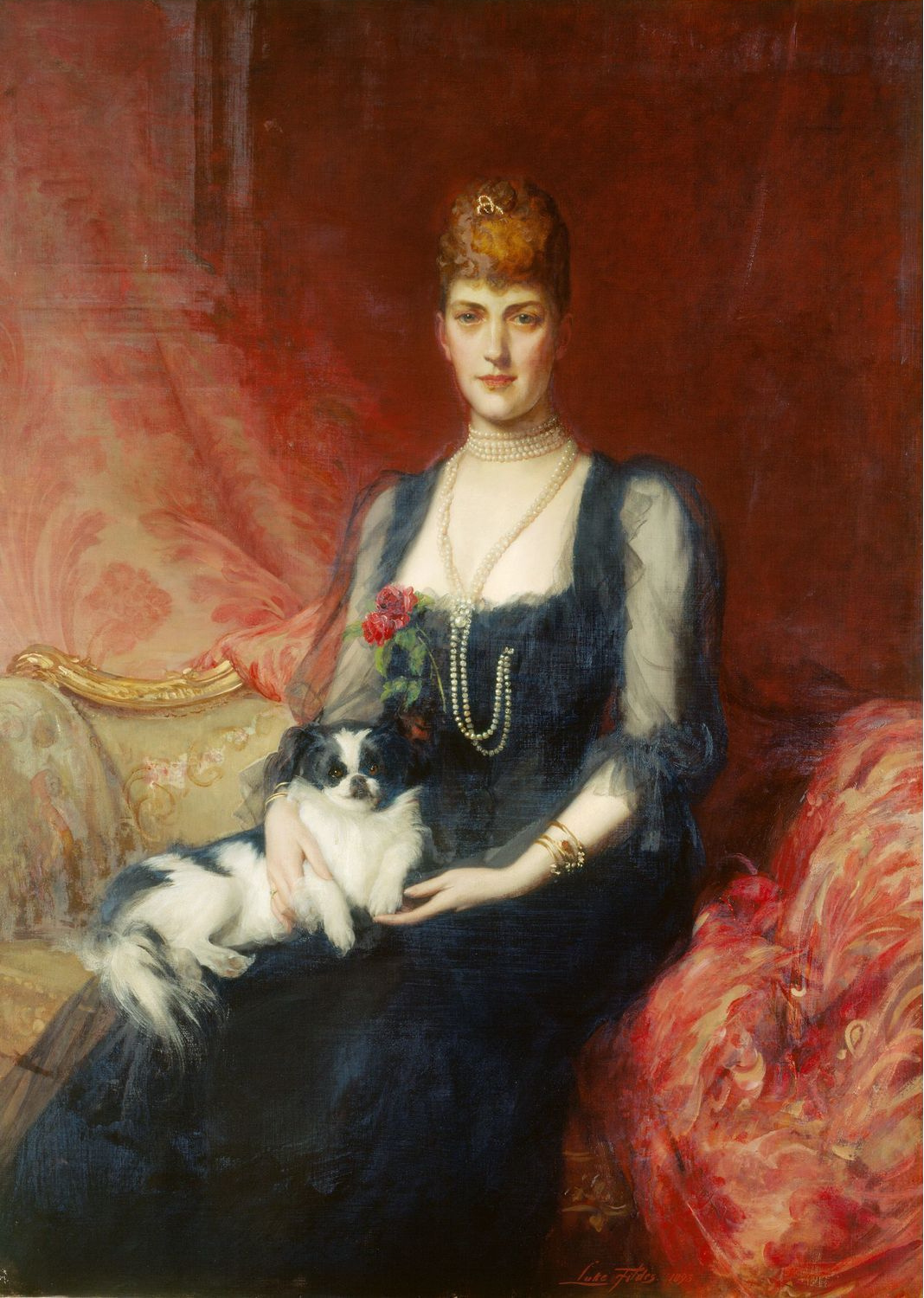
Luke Fildes: Porträt der Königin Alexandra mit ihrem Hund Facey (1893)

Als Bertie am 22. Januar 1901 seiner Mutter bei deren Tod als Eduard VII. auf den Thron folgte, wurde Alexandra Königin (Queen Consort) des Vereinigten Königreichs. Beide wurden am 9. August 1902 gekrönt. Beim britischen Volk war sie sehr beliebt, auch wegen ihres Engagements für zahlreiche karitative Vereine. Mit dem frühen Tod des Königs 1910 wurde ihr Sohn George König und sie zur Königinmutter.
Politisch hielt sie sich weitestgehend neutral, nur eine Abneigung gegen Deutsche wurde ihr nachgesagt, speziell während des Ersten Weltkrieges. Die Gründe hierfür liegen wohl in dem Deutsch-Dänischen Krieg von 1864 um Schleswig-Holstein.
Alexandra starb am 20. November 1925, wenige Tage vor ihrem 81. Geburtstag, in ihrem Haus Sandringham und wurde in Windsor begraben. Beim Trauerzug durch London nahmen Zehntausende von der beliebten Königin Abschied.

## Benennungen
Ihr zu Ehren benannte der britische Polarforscher Ernest Shackleton die antarktische Königin-Alexandra-Kette. Ebenfalls nach ihr sind die Alexandra Mountains im westantarktischen Marie-Byrd-Land, das Kap Alexandra auf Südgeorgien, das Kap Alexandra auf der westantarktischen Adelaide-Insel und die Insel Alexandraland im Arktischen Ozean benannt. Das im Nordterritorium befindliche Zentralaustralien wurde 1865 nach ihr Alexandra Land benannt. Der zur selben Zeit dort entdeckte Alexandrasittich (Polytelis alexandrae) erhielt ebenso ihren Namen wie der Mittelgebirgszug Alexandra Range im Norden von Queensland und der Alexandra River. Auf der Südinsel von Neuseeland trägt der Ort Alexandra ihren Namen. Die Palme Archontophoenix alexandrae wurde nach ihr benannt.
Das Gebäude des 1873 eröffneten Freizeit- und Erholungsparks The People’s Palace im Londoner Stadtbezirk Haringey ist in Anlehnung an die Benennung der umgebenden Parkanlage als Alexandra Palace bekannt.
1907 wurde in Davos Platz das Queen Alexandra Sanatorium für an Tuberkulose erkrankte Kurgäste aus Großbritannien erbaut. 1922 wurde es verkauft und unter dem Namen Thurgauisch-Schaffhausische Heilstätte weitergeführt.

## Vorfahren
|  |                                                          |  |  |  |  |  |  |  |  |  |  |  |  |
|  | Friedrich Karl Ludwig von Schleswig-Holstein (1757–1816) |  |  |  |  |  |  |  |  |  |  |  |  |
|  |                                                          |  |  |  |  |  |  |  |  |  |  |  |  |
|  |                                                          |  |  |  |  |  |  |  |  |  |  |  |  |
|  | Friedrich Wilhelm von Schleswig-Holstein (1785–1831)     |  |  |  |  |  |  |  |  |  |  |  |  |
|  |                                                          |  |  |  |  |  |  |  |  |  |  |  |  |
|  |                                                          |  |  |  |  |  |  |  |  |  |  |  |  |
|  | Friederike von Schlieben (1757–1827)                     |  |  |  |  |  |  |  |  |  |  |  |  |
|  |                                                          |  |  |  |  |  |  |  |  |  |  |  |  |
|  |                                                          |  |  |  |  |  |  |  |  |  |  |  |  |
|  | Christian IX. König von Dänemark (1818–1906)             |  |  |  |  |  |  |  |  |  |  |  |  |
|  |                                                          |  |  |  |  |  |  |  |  |  |  |  |  |
|  |                                                          |  |  |  |  |  |  |  |  |  |  |  |  |
|  | Karl von Hessen-Kassel (1744–1836)                       |  |  |  |  |  |  |  |  |  |  |  |  |
|  |                                                          |  |  |  |  |  |  |  |  |  |  |  |  |
|  |                                                          |  |  |  |  |  |  |  |  |  |  |  |  |
|  | Luise Karoline von Hessen-Kassel (1789–1867)             |  |  |  |  |  |  |  |  |  |  |  |  |
|  |                                                          |  |  |  |  |  |  |  |  |  |  |  |  |
|  |                                                          |  |  |  |  |  |  |  |  |  |  |  |  |
|  | Louise von Dänemark (1750–1831)                          |  |  |  |  |  |  |  |  |  |  |  |  |
|  |                                                          |  |  |  |  |  |  |  |  |  |  |  |  |
|  |                                                          |  |  |  |  |  |  |  |  |  |  |  |  |
|  | Alexandra von Dänemark                                   |  |  |  |  |  |  |  |  |  |  |  |  |
|  |                                                          |  |  |  |  |  |  |  |  |  |  |  |  |
|  |                                                          |  |  |  |  |  |  |  |  |  |  |  |  |
|  | Friedrich von Hessen-Kassel (Rumpenheim)(1747–1837)      |  |  |  |  |  |  |  |  |  |  |  |  |
|  |                                                          |  |  |  |  |  |  |  |  |  |  |  |  |
|  |                                                          |  |  |  |  |  |  |  |  |  |  |  |  |
|  | Wilhelm von Hessen (Rumpenheim) (1787–1867)              |  |  |  |  |  |  |  |  |  |  |  |  |
|  |                                                          |  |  |  |  |  |  |  |  |  |  |  |  |
|  |                                                          |  |  |  |  |  |  |  |  |  |  |  |  |
|  | Karoline Polyxene von Nassau-Usingen (1762–1823)         |  |  |  |  |  |  |  |  |  |  |  |  |
|  |                                                          |  |  |  |  |  |  |  |  |  |  |  |  |
|  |                                                          |  |  |  |  |  |  |  |  |  |  |  |  |
|  | Louise von Hessen (1817–1898)                            |  |  |  |  |  |  |  |  |  |  |  |  |
|  |                                                          |  |  |  |  |  |  |  |  |  |  |  |  |
|  |                                                          |  |  |  |  |  |  |  |  |  |  |  |  |
|  | Friedrich Erbprinz von Dänemark (1753–1805)              |  |  |  |  |  |  |  |  |  |  |  |  |
|  |                                                          |  |  |  |  |  |  |  |  |  |  |  |  |
|  |                                                          |  |  |  |  |  |  |  |  |  |  |  |  |
|  | Louise Charlotte von Dänemark (1789–1864)                |  |  |  |  |  |  |  |  |  |  |  |  |
|  |                                                          |  |  |  |  |  |  |  |  |  |  |  |  |
|  |                                                          |  |  |  |  |  |  |  |  |  |  |  |  |
|  | Sophie Friederike von Mecklenburg (1758–1794)            |  |  |  |  |  |  |  |  |  |  |  |  |
|  |                                                          |  |  |  |  |  |  |  |  |  |  |  |  |
|  |                                                          |  |  |  |  |  |  |  |  |  |  |  |  |